# Liste der Baudenkmale in Roggendorf (Mecklenburg)
In der Liste der Baudenkmale in Roggendorf sind alle denkmalgeschützten Bauten der mecklenburgischen Gemeinde Roggendorf und ihrer Ortsteile aufgelistet. Grundlage ist die Veröffentlichung der Denkmalliste des Kreises Nordwestmecklenburg mit dem Stand vom 16. September 2020.

## Baudenkmale nach Ortsteilen

### Roggendorf
| ID   | Lage                     | Bezeichnung          | Beschreibung | Bild              |
| ---- | ------------------------ | -------------------- | --- | ----------------- |
| 1202 | (Karte)                  | Kirche               | Kleiner Backsteinbau mit Satteldach und quadr. Turm aus Holz, 1230 erwähnt.                                                                     | Weitere Bilder    |
| 1201 |                          | Gedenkstein          | |                   |
| 1204 | Gadebuscher Straße 18a   | Schmiede             | |                   |
| 1205 | Gadebuscher Straße       | Meilensteine         | |                   |
| 1196 | Gadebuscher Straße 12,13 | ehem. Tagelöhnerkate | |                   |
| 1197 | Gadebuscher Straße 14    | ehem. Tagelöhnerkate | |                   |
| 1198 | Gadebuscher Straße 18    | ehem. Tagelöhnerkate | |                   |
| 1199 | Gadebuscher Straße 19    | ehem. Molkerei       | |                   |
| 1195 | Gadebuscher Straße 8     | Inspektorenhaus      | |                   |
| 1203 | Kneesener Straße 2       | ehem. Kutscherhaus   | |                   |
| 1200 | Schloßweg 1              | Gutshaus mit Park    | Gut vom 15. Jahrhundert, bis 1694 im Eigentum der Familie von Lützow 2-gesch., verputztes Gutshaus von nach 1888 nach Plänen von Martin Haller. | Gutshaus mit Park |

### Klein Salitz
| ID   | Lage      | Bezeichnung    | Beschreibung | Bild |
| ---- | --------- | -------------- | ------------ | ---- |
| 1530 | Waldweg 1 | Hofstelle Mohn |              |      |

### Klein Salitz-Ausbau
| ID  | Lage | Bezeichnung            | Beschreibung | Bild |
| --- | ---- | ---------------------- | ------------ | ---- |
| 768 |      | Kriegerdenkmal 1914/18 |              |      |

### Klein Thurow
| ID  | Lage         | Bezeichnung    | Beschreibung | Bild |
| --- | ------------ | -------------- | ------------ | ---- |
| 775 | Dorfstraße 6 | Tagelöhnerkate |              |      |

## Quelle
- Denkmalliste des Landkreises Nordwestmecklenburg (Stand: 9. November 2023; PDF, 1,2 MByte)